# Kathedrale von Veracruz

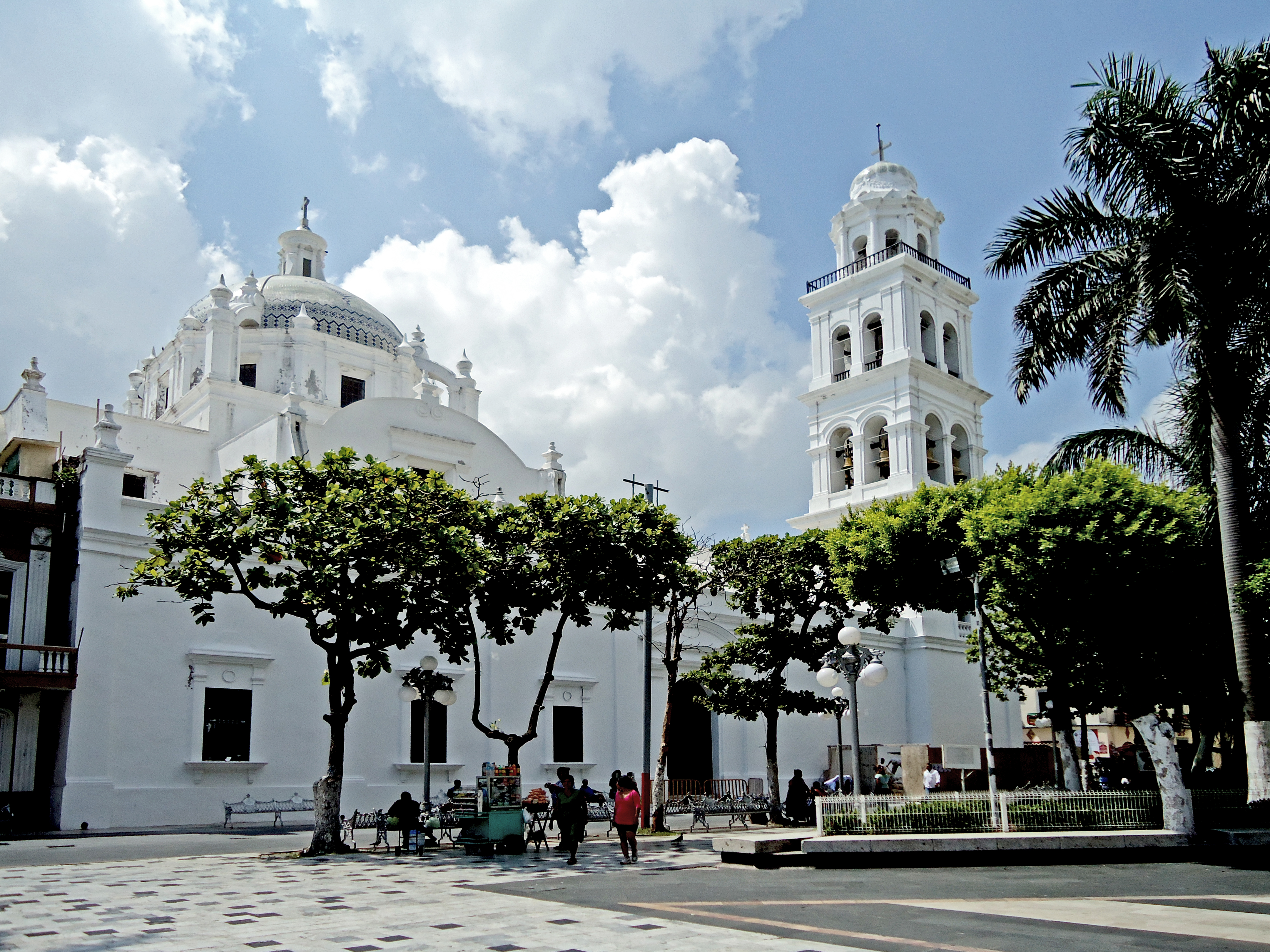
Kathedrale von Veracruz

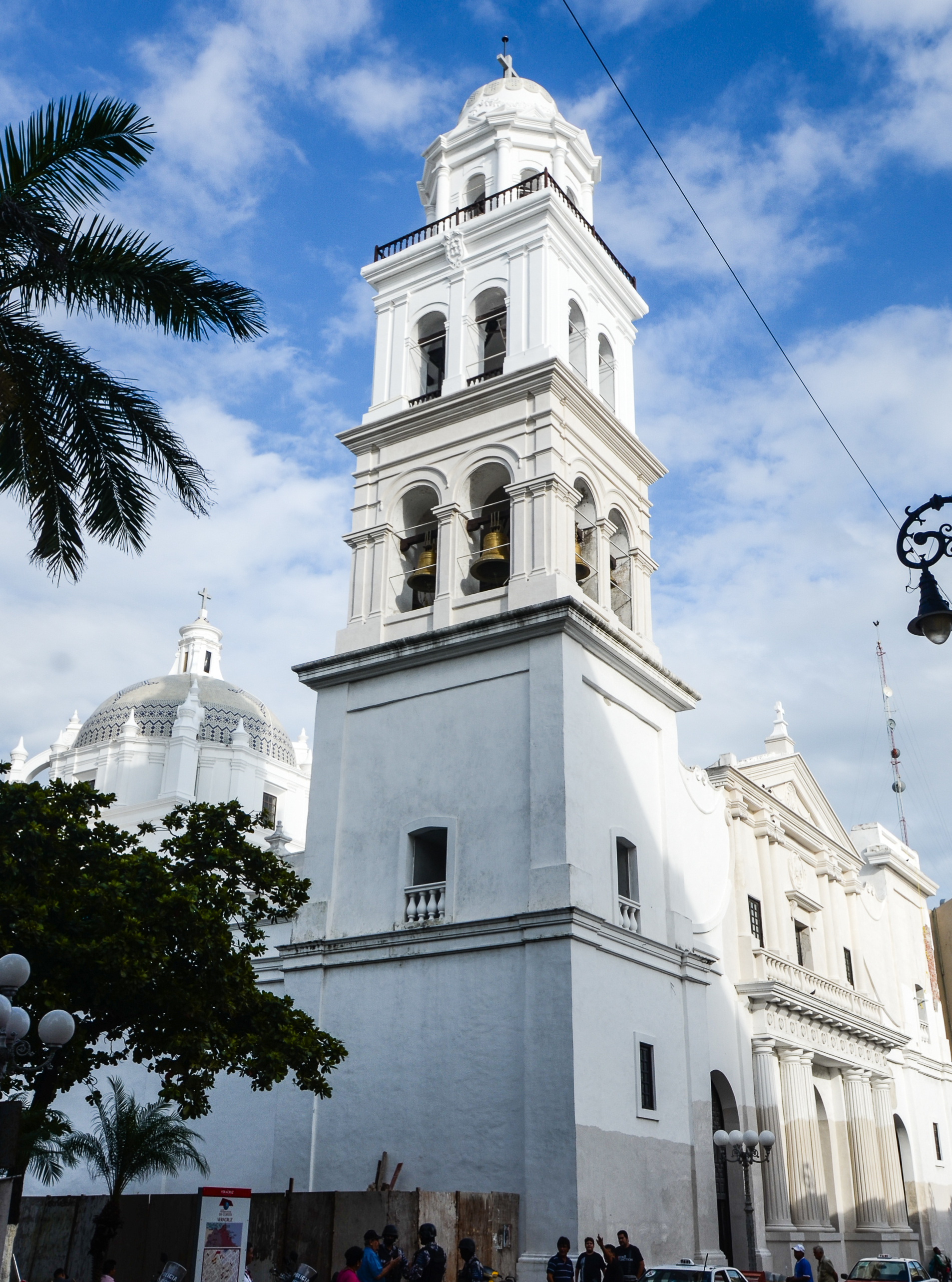
Fassade der Kathedrale

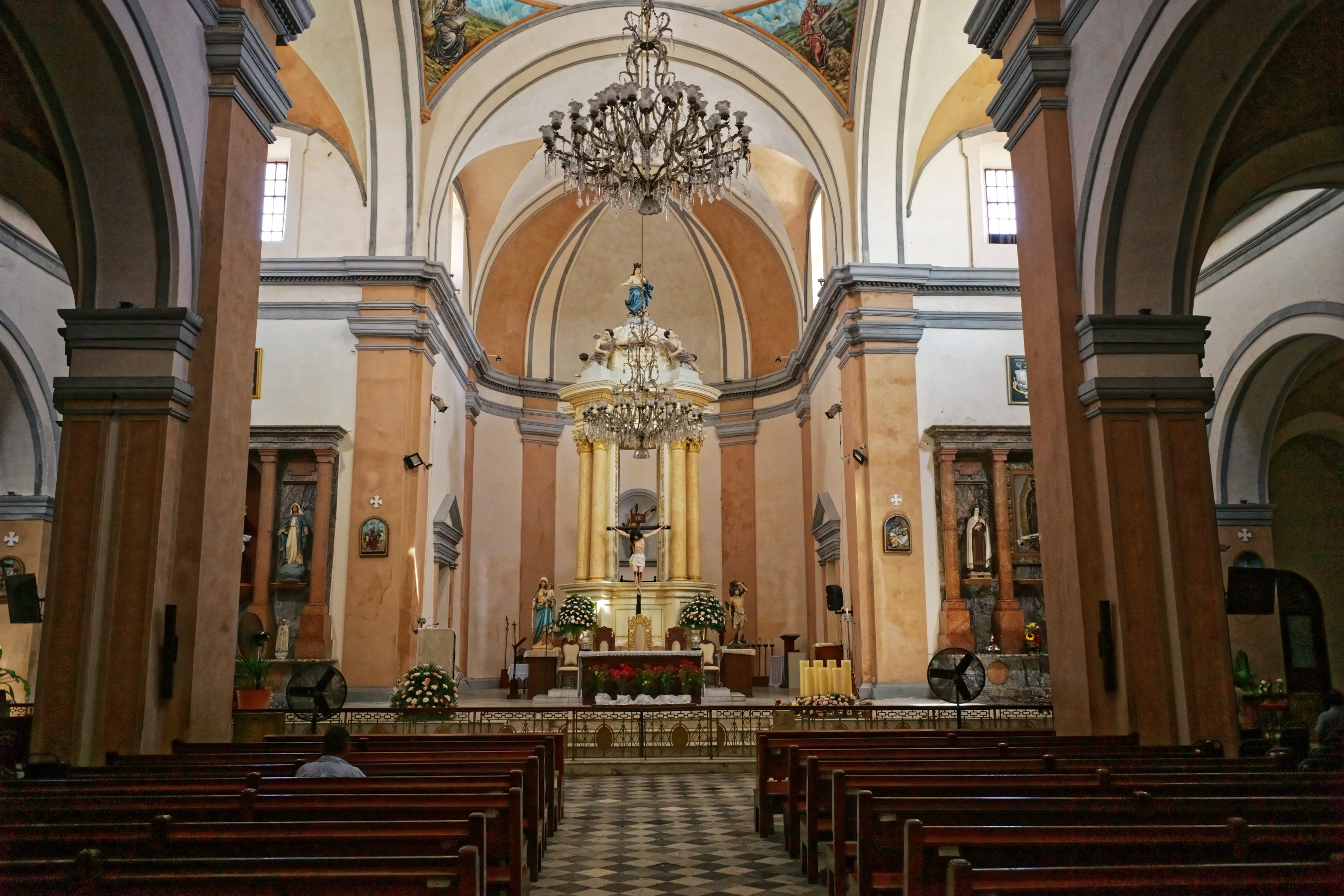
Langhaus und Apsis der Kathedrale

Die Kathedrale von Veracruz ist der Bischofssitz des römisch-katholischen Bistums Veracruz im Bundesstaat Veracruz in Mexiko; sie ist dem Gedächtnis der Himmelfahrt Mariens (Nuestra Señora de la Asunción) gewidmet.

## Lage
Die Kathedrale liegt in der Altstadt (Centro histórico) der gut 400.000 Einwohner zählenden Küstenstadt Veracruz und ist nur etwa 500 m vom Bahnhof bzw. vom Hafen entfernt.

## Geschichte
Die heutige Kirche wurde im frühen 17. Jahrhundert anstelle eines zu klein gewordenen Vorgängerbaus begonnen und im Jahr 1731 fertiggestellt. Zu Beginn des 19. Jahrhunderts wurde der Glockenturm (campanario) aufgesetzt. Ein Jahr nach der Gründung des Bistums Veracruz (1962) wurde die Kirche als Kathedrale geweiht.

## Architektur
Während die Portalzone noch späte Renaissance-Einflüsse zeigt, ist die Architektur des später aufgesetzten Glockenturms deutlich offener und eleganter. Das Langhaus der Kirche ist fünfschiffig, wobei das Mittelschiff deutlich größer dimensioniert ist. Den Höhepunkt bildet eine Vierungskuppel, die auf einem im Innern runden, im Äußeren jedoch achteckigen Tambour aufsitzt; eine nicht belichtende Laterne bildet den oberen Abschluss.